# 쿠치키 루키아
쿠치키 루키아(일본어: 朽木 ルキア)는 블리치의 등장인물이다.

## 캐릭터 특징
소울 소사이어티의 호정 13대 13번대 부대장(2부시점)을 맡고 있다. 키는 144cm이며 체중은 33kg이다.
털털한 성격이지만 소극적인 면도 있다. 토끼와 관련된 귀여운 것을 좋아하며 무언가를 설명할 때는 언제나 자신이 그린 그림을 이용하지만 솜씨는 형편없는데 본인은 인정하지 않는 듯.
말로만 들으면 이해가 가는데 그림이 더해져 오히려 역효과인 스타일

## 성장 배경
남부 루콘가(일본어: 流魂街 루콘가이[*]) 78지구 이누즈리(일본어: 戌吊) 출신으로 6번대 부대장 아바라이 렌지와는 소꿉친구 사이이며, 렌지, 키라 이즈루, 히나모리 모모와는 진앙영술원 동기이다. 진앙영술원 통학 중 쿠치키 가문에 입양되어 쿠치키 뱌쿠야의 여동생이 되었다. 과거 동경하던 전 13번대 부대장 시바 카이엔을 죽게 한 것에 대한 슬픔과 죄책감을 가지고 있다.

## 행적
카라쿠라 정에 호로가 침입했을 때 인간인 쿠로사키 이치고와 그의 가족을 지키려다 위기에 처하자 쿠로사키 이치고에게 자신이 가진 사신의 힘을 양도하였다. 그러나 인간에게 사신의 힘을 넘겨주는 것은 금지된 행동이었기에 쿠치키 루키아를 추적하여 현세로 온 쿠치키 뱌쿠야와 아바라이 렌지에 의해 소울 소사이어티로 죄인으로서 압송되었고 중앙 46실로부터 사형 판결을 받았다.
하지만 앞서 일어난 일들이 우라하라 키스케가 루키아의 혼백 속에 감춰둔 붕옥을 빼내기 위한 아이젠 소스케의 음모였음이 드러난다. 이후 쿠치키 루키아는 쿠로사키 이치고 일행에게 극적으로 구출되었으나 붕옥 탈취에 성공한 아이젠 소스케는 이치마루 긴, 토센 카나메와 함께 웨코문드로 떠났다.
사신의 힘을 되찾은 쿠치키 루키아는 아이젠 소스케 측에 납치당한 이노우에 오리히메를 구하기 위해 아바라이 렌지와 함께 웨코문드로 가서 쿠로사키 이치고 일행에 합류하였다. 라스 노체스에서 누베노 에스파다인 아로니로 아루루에리와 전투를 치르게 되고 전 13번대 부대장이었던 시바 카이엔을 흡수한 아로니로 아루루에리에게 휘둘려 죽음의 문턱에 섰으나 가까스로 승리한다.
아이젠 소스케의 반란이 종료된 후 2년이 흘러 XCUTION에 의해 쿠로사키 이치고가 위기를 맞자 재등장하여 다시 한번 이치고에게 사신의 힘을 나눠준다. 그때는 호정 13대 대장 부대장 전원이 힘을 나눠줬지만 그 힘이 압축된 칼을 이치고에게 찌르는 역할을 맡은 게 루키아라는 점은 이치고가 처음 사신이 되었을 때를 연상시킨다. 천년혈전 편에서 만해 수련으로 시해의 진짜 힘과 만해를 깨우치고, 천년혈전 종전 후 렌지와 결혼에 골인한다.

## 참백도
쿠치키 루키아의 참백도는 수백설(일본어: 袖白雪 소데노시라유키[*])이라 불리며, 언령은 "춤추어라 수백설"이다. 소울 소사이어티에서 가장 아름다운 참백도라고 한다.

### 시해
첫 춤사위, 월백(일본어: 月白 츠키시로[*])
수백설로 원을 그린 후 원 안의 범위에 포함되는 하늘부터 땅까지의 모든 것을 얼린다.
두 번째 춤사위, 백련(일본어: 白漣 하쿠렌[*])
지면에 영압을 넣어 전방을 광범위하게 얼린다.
세 번째 춤사위, 백도(일본어: 白刀 시라후네[*])
부러진 수백설을 얼음의 검으로 복원해 적을 관통한다. 수백설이 부서져야만 쓸 수 있는 기술로 위의 월백과 백련과는 달리 루키아가 독자적으로 만든 기술이다.
참백도로써의 진정한 능력은 천년혈전때 밝혀지는데 소유주의 체온을 극저온까지 떨어뜨려 주위를 얼려버리는 빙설계였다.

### 만해
백하벌(일본어: 白霞罰 핫카노토가메[*])이라 불린다.
루키아는 설녀 비스무리한 모습이 되며 이 상태에서는 자신의 체온을 마음대로 조절할 수 있다. 그러나 만해를 급하게 풀 경우, 루키아에게도 리스크가 온다. 이치고의 천쇄참월에 대해 작다고 어떻게 그게 만해일 수 있냐며 놀라던 뱌쿠야가 강력한 만큼 리스크도 확실한 만해라며 차분하게 쓰라고 조언한다.
- 기술

-18도: 상대를 베어도 혈관이 얼어붙어 피가 나지 않는다.
-108도: 지하수가 얼어서 터지고, 터진 지하수가 분출된다.
-273.4도: 모든 것을 얼어붙게 만드는 절대 영도이다.

## 같이 보기
- 블리치의 등장인물 목록